# Kaustav Banerjee
Kaustav Banerjee es un ingeniero eléctrico y educador estadounidense. Se desempeña como profesor de ingeniería eléctrica e informática y director del Laboratorio de Investigación de Nanoelectrónica de la Universidad de California en Santa Bárbara.

## Biografía
Obtuvo su doctorado en ingeniería eléctrica y ciencias de la computación por la Universidad de California. Fue nombrado miembro del Instituto de Ingenieros Eléctricos y Electrónicos (IEEE) en 2012 «por sus contribuciones al modelado y diseño de interconexiones de circuitos integrados a nanoescala». La revista Nature Nanotechnology reconoció su artículo sobre el biosensor basado en transistor de efecto de campo de túnel (TFET) publicado en Applied Physics Letters como uno de los artículos más destacados de 2012.
Es miembro electo de la Asociación Estadounidense para el Avance de la Ciencia, la Sociedad Física Estadounidense, el Instituto de Ingenieros Eléctricos y Electrónicos y la Sociedad Japonesa para la Promoción de la Ciencia. Ha recibido el premio IEEE Kiyo Tomiyasu, el premio de investigación Friedrich Wilhelm Bessel y el premio Humboldt.